# شبیه‌گزینی
همسان‌گزینی، شبیه‌گزینی (انگلیسی: Homophily) یا هموفیلی، مفهومی در جامعه‌شناسی و روان‌شناسی اجتماعی در توصیف گرایش افراد به معاشرت و پیوند انسانی با افراد دیگری است که شبیهشان هستند، مانند ضرب‌المثل «کبوتر با کبوتر باز با باز» وجود شبیه‌گزینی/هموفیلی در مجموعه وسیعی از مطالعات شبکه اجتماعی کشف شده است: بیش از ۱۰۰ مطالعه شبیه‌گزینی/هموفیلی را به شکلی مشاهده کرده‌اند، و ثابت می‌کنند که شباهت با ارتباط مرتبط است. دسته‌بندی‌هایی که شبیه‌گزینی در آنها رخ می‌دهد شامل گروه سنی، جنسیت، طبقه اجتماعی و نقش سازمانی است.